# MetLife Stadium
MetLife Stadium je víceúčelový stadion v Meadowlands Sports Complex v East Rutherfordu, 8 kilometrů západně od New Yorku. Byl otevřen v roce 2010 a nahradil Giants Stadium. Sídlí zde kluby New York Giants a New York Jets. S náklady přibližně 1,6 miliardy dolarů byl v době svého dokončení nejdražší stadion v USA. Má kapacitu 82 500 míst. Hostil finále Mistrovství světa ve fotbale klubů 2025. Bude také hostit některé zápasy Mistrovství světa ve fotbale 2026.